# Ave Regina Caelorum

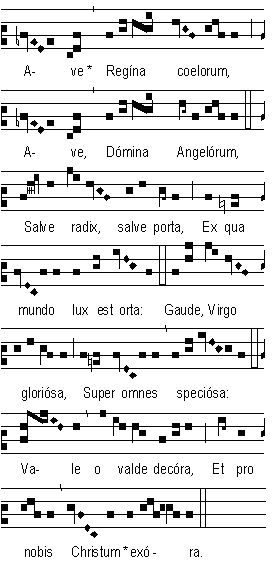
Oración Ave Regina Caelorum

Ave Regina Caelorum (Salve, Reina de los cielos) es una de las antífonas marianas. Las otras tres son: Alma Redemptoris Mater, Regina cœli y Salve Regina. Tradicionalmente se reza o canta tras cada una de las horas canónicas de la liturgia de las horas. Este rezo es especialmente usado tras completas, la hora canónica final que se reza antes de ir a dormir. Se reza entre la fiesta de la presentación de Jesús en el Templo (2 de febrero) hasta el miércoles de Semana Santa. Se desconoce el origen de este rezo, pero se puede encontrar en un manuscrito del siglo XII. 

## Texto en latín
Ave, Regina Caelorum,
Ave, Domina Angelorum:
Salve, radix, salve, porta
Ex qua mundo lux est orta:
Gaude, Virgo gloriosa,
Super omnes speciosa,
Vale, o valde decora,
Et pro nobis Christum exora.
V. Dignare me laudare te, Virgo sacrata.
R. Da mihi virtutem contra hostes tuos.
Oremus: Concede, misericors Deus, fragilitati nostrae praesidium: ut, qui sanctae Dei Genitricis memoriam agimus; intercessionis eius auxilio, a nostris iniquitatibus resurgamus. Per eundem Christum Dominum nostrum. Amen.

## Traducción
Salve, Reina de los cielos
y Señora de los Ángeles;
salve raíz, salve puerta,
que dio paso a nuestra luz
Alégrate, virgen gloriosa,
entre todas la más bella;
salve, oh hermosa doncella,
ruega a Cristo por nosotros.
V. Concédeme alabarte, Virgen Santa.
R. Dame fuerza contra tus enemigos.
Oremos: Te rogamos, Señor misericordioso, que nos asistas en nuestra debilidad: que como nosotros conmemoramos ahora a Santa María siempre virgen, Madre de Dios, también nosotros con la ayuda de su intercesión renazcamos a una vida nueva. Por Jesucristo nuestro Señor. Amén.